# Blautopf

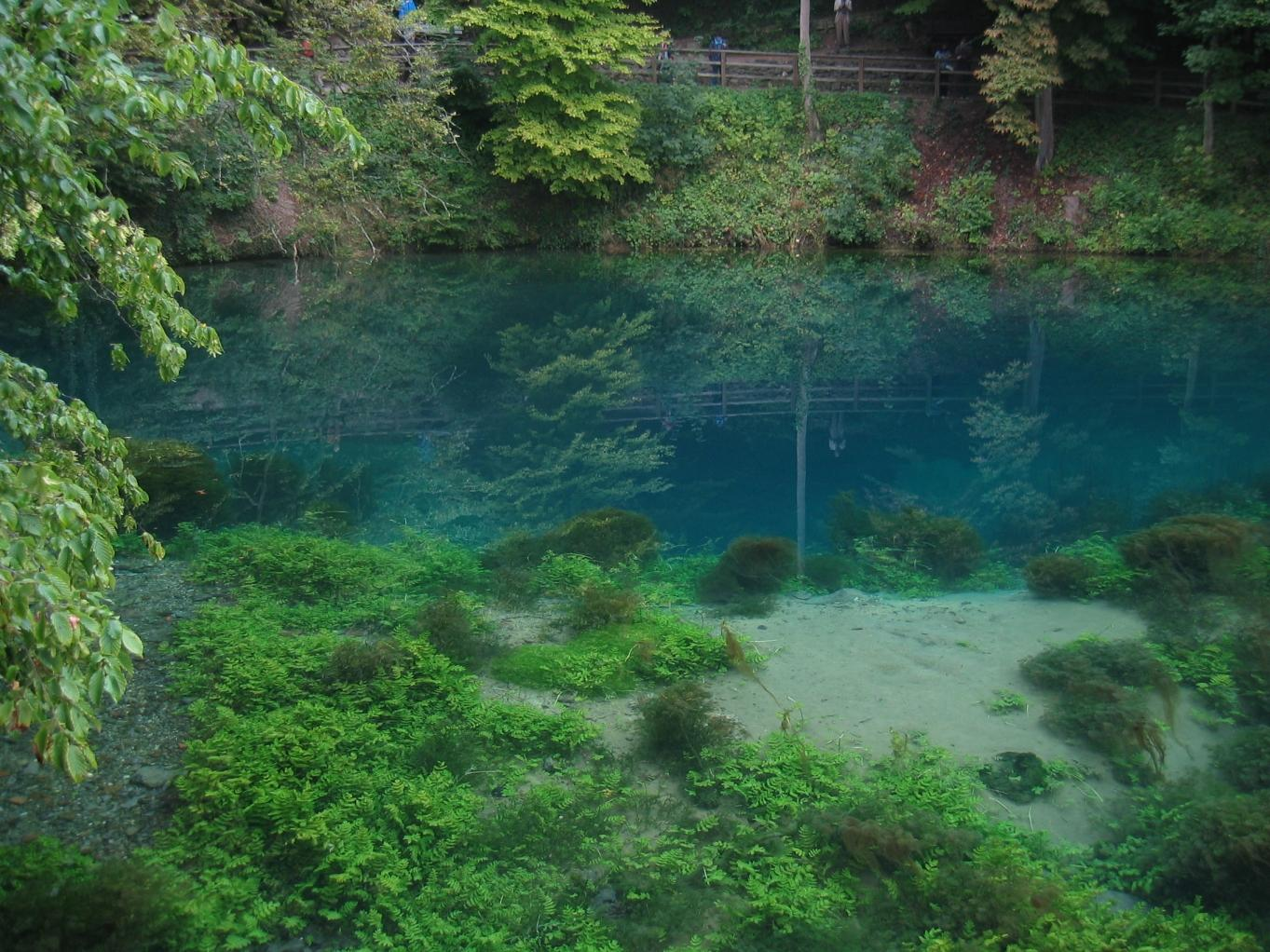
Blautopf med ljusa kalkstenssediment under ytan.

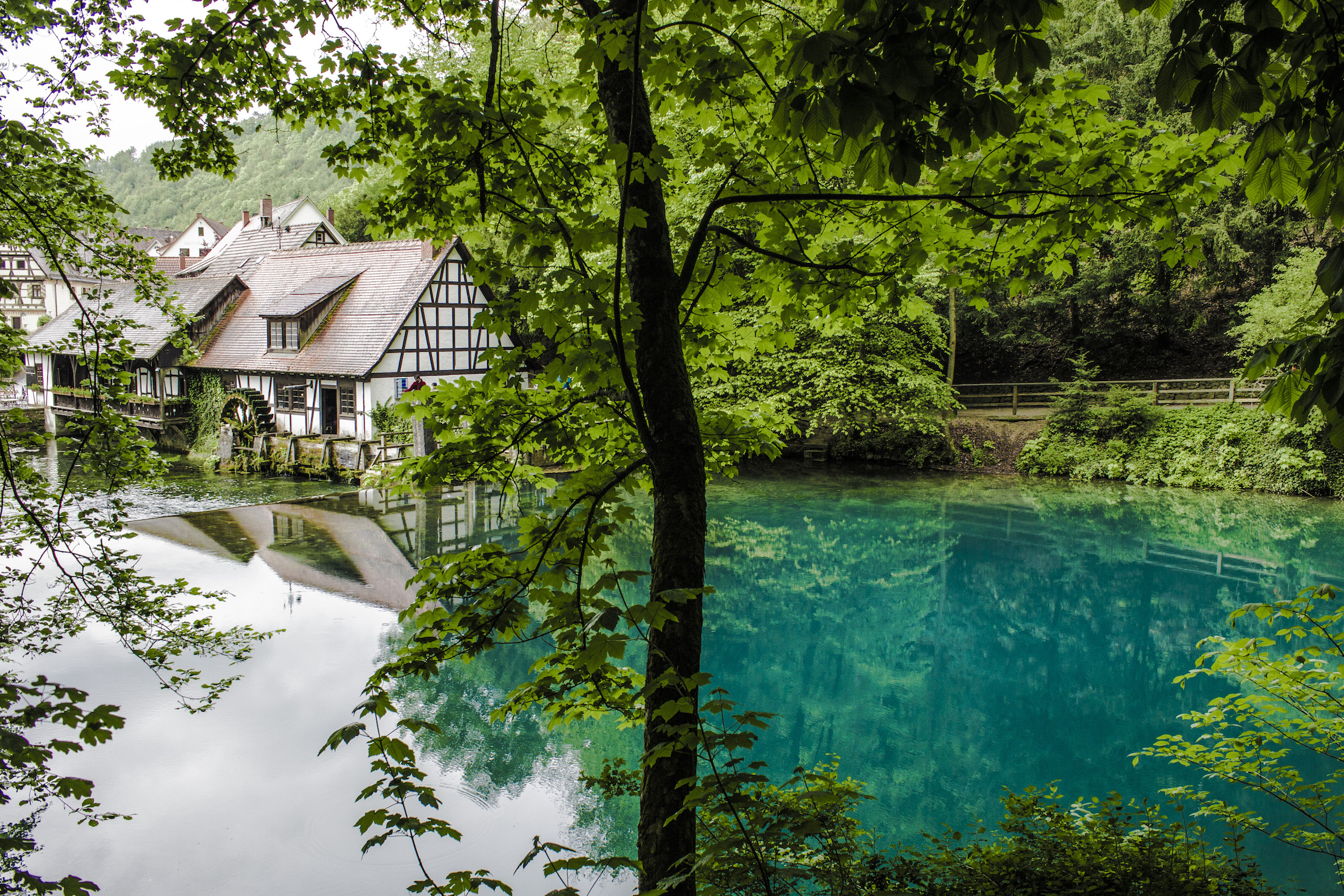
Blautopf och dess hammarverk.

Blautopf (tyska för blå kruka; "blau" betyder blå, "Topf" betyder kruka) är en källa till floden Blau i karstlandskapet på Schwäbische Albs södra kant i södra Tyskland.

## Läs mera
- (på tyska) Faszination Blautopf. Thorbecke Jan Verlag. 2009. ISBN 3799508317. http://www.worldcat.org/title/faszination-blautopf-vorsto-in-unbekannte-hohlenwelten/oclc/316307940. Läst 13 november 2019